# باربارا (فیلم ۲۰۱۷)
باربارا (به فرانسوی: Barbara) فیلمی در ژانر درام به کارگردانی متیو آمالریک است که در سال ۲۰۱۷ منتشر خواهد شد. این فیلم برای رقابت در بخش نوعی نگاه هفتادمین جشنواره فیلم کن انتخاب شده است.

## بازیگران
- ژان بالیبار